# جولیا فائر
ژولیا فور (به انگلیسی: Julia Faure)(زاده ۱۳ فوریه ۱۹۷۷) بازیگر فرانسوی است.
از کارهای معروف او می‌توان به فیلم‌های اگه جرات داری دوستم داشته باش، جانور و پوست گوزن اشاره کرد.